# Erik Mortensen (folketingsmedlem)
 For alternative betydninger, se Erik Mortensen. (Se også artikler, som begynder med Erik Mortensen)
Erik Mortensen (født 30. august 1943 i Hatting) er en dansk politiker og lærer. Han er tidligere medlem af Folketinget for Socialdemokratiet i perioden 1994-2005, valgt for Nordjyllands Amtskreds. Inden da var han byrådsmedlem i Hjørring Kommune 1978-1994. I 2010 meldte han sig ud af Socialdemokratiet efter 44 års medlemskab.

## Uddannelse
Folkeskole i Ålstrup 1950-57. Præliminæreksamen fra Rønde Kursus 1960. Uddannet radiotelegrafist i marinen 1965-66. Telegrafist med civilt certifikat. Læreruddannet ved Hjørring Seminarium 1966-71.

## Karriere
Han sejlede i handelsflåden og marinen 1961-66 og var lærer ved Tårs Skole fra 1971.

## Bestyrelsesarbejde
Formand for DSU i Hjørring 1966-70 og for Socialdemokratiet smst. 1972-76. Medlem af Hjørring Kommunalbestyrelse 1978-94, heraf i 8 år formand for socialudvalget, i 6 år formand for byplanudvalget, 1. viceborgmester i 4 år og 2. viceborgmester i 2 år. Fra 1984 formand for Boligselskabet »Vesterlund«, Hjørring. Medlem af Den Sociale Ankestyrelse 1986-94 og af Ligningsrådet fra 1998. Medlem af Hjørring Seminariums bestyrelse.
Socialdemokraternes kandidat i Hjørringkredsen fra 1993. Han blev valgt ind Folketinget 21. september 1994.